# Jaira Burns

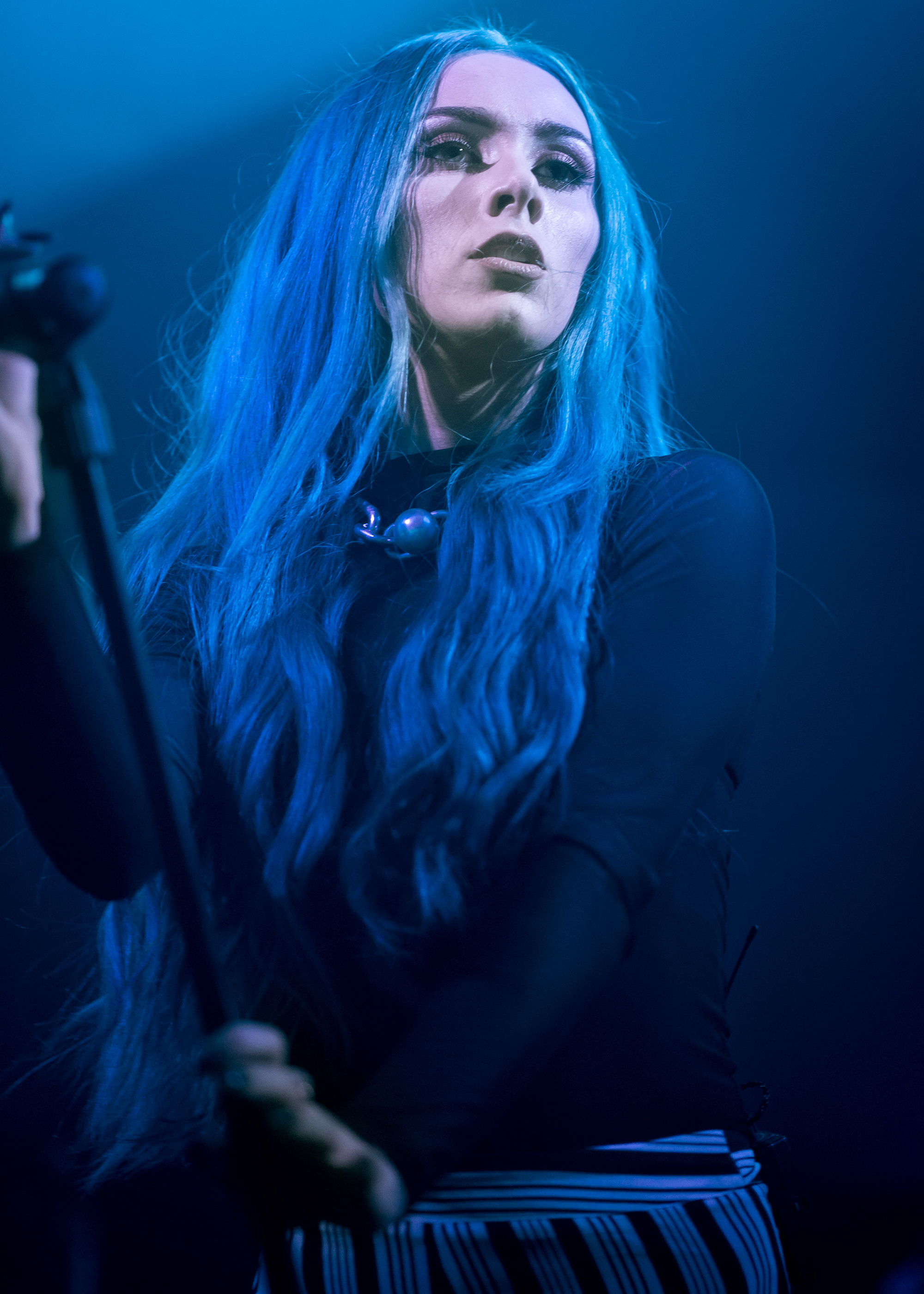
Jaira Burns (2017)

Jaira Burns (* 14. Januar 1997 in Vandergrift, Pennsylvania) ist eine US-amerikanische Sängerin. Erste Bekanntheit erlangte sie durch ihre Debütsingle Ugly, welche für einen Werbespot für Beats Electronics und Balmain Kopfhörer genutzt, in dem Kylie Jenner zu sehen war.

## Leben
Burns wuchs in Vandergrift, Pennsylvania auf und zog später nach Los Angeles um. Sie begann bereits in jungen Jahren mit dem Singen und lernte im Teenageralter Gitarre zu spielen.

## Karriere

### 2015: Musikalische Anfänge
Burns begann ihre Karriere, indem sie Coverversionen von Liedern anderer Künstler wie Adele und Lorde auf YouTube hochlud. Im Jahr 2016 hatte sie erstmals ein Gespräch mit einem bekannteren Plattenlabel.

### 2017–2018: Debütsingle undBurn Slow
Am 16. Juni 2017 veröffentlichte Burns ihre erste Single Ugly. Die Single erhielt positive Rückmeldungen von Kritikern. Unter anderem schrieb Mike Wass von Idolator, dass Burns und das Lied „ernsthafte Pop-Herkunft“ hätten. Das Lied wurde für einen Werbespot für Beats Electronics und Balmain Kopfhörer genutzt, in welchem Kylie Jenner zu sehen war. Burns veröffentlichte ihre zweite Single Burn Slow am 11. August 2017. Die Single diente als Titelsong für Burns’ gleichnamige Debüt-EP, welche am 27. Juli 2018 erschien. Am 20. Oktober 2017 erschien High Rollin und am 9. März 2018 wurde Okokok als zweite Single von Burn Slow veröffentlicht. Anschließend erschienen die Singles Sugarcoat am 11. Mai 2018 und Low Key in Love am 15. Juni 2018.
Burns arbeitete zudem mit Demo Taped an der Single Everyone Else und mit (G)I-DLE und Madison Beer an der Single POP/STARS zusammen.

### Seit 2019: Pläne für Debütalbum
Am 10. Januar 2019 erschien Numb als Single. Burns plante ursprünglich, ihr Debütalbum im Jahr 2019 zu veröffentlichen, allerdings erschien dieses bis heute noch nicht.
2019 erschienen außerdem die Singles Goddess, Tip Back und Hard Liquor.

## Diskografie

### EPs
- 2018: Burn Slow

### Singles
- 2017: Ugly
- 2017: Burn Slow
- 2017: High Rollin
- 2018: Okokok
- 2018: Sugarcoat
- 2018: Low Key in Love
- 2018: POP/STARS (als K/DA mit Soyeon und Miyeon von (G)I-DLE & Madison Beer, US: Platin)[9]
- 2019: Numb
- 2019: Goddess
- 2019: Hard Liquor
- 2019: Tip It Back
- 2020: MORE (als K/DA mit Soyeon und Miyeon von (G)I-DLE, Madison Beer und Lexie Liu)
- 2021: Tesla X
- 2021: Avocados

### Als Gastmusikerin
- 2017: Everyone Else (Demo Taped feat. Jaira Burns)
- 2019: Shiver (Whole Doubts feat. Jaira Burns)